# Mădârjac
Mădârjac – wieś w Rumunii, w okręgu Jassy, w gminie Mădârjac. W 2011 roku liczyła 912 mieszkańców.